# ARA Heroína (1982)
ARA Heroína – niszczyciel rakietowy Marynarki Wojennej Argentyny, typu Almirante Brown (MEKO 360), w służbie od  1983 roku. Zbudowany wraz z trzema okrętami bliźniaczymi w niemieckiej stoczni Blohm + Voss w Hamburgu. Nosi znak taktyczny D 12.
Wyporność pełna okrętu wynosi około 3600 ton, napęd stanowią turbiny gazowe pozwalające na osiąganie prędkości ponad 30 węzłów. Uzbrojenie główne stanowi działo uniwersalne kalibru 127 mm, osiem wyrzutni pocisków przeciwokrętowych MM40 Exocet i wyrzutnia pocisków przeciwlotniczych bliskiego zasięgu Aspide. Okręt przenosi do dwóch śmigłowców.

## Budowa
ARA „Heroína” była trzecią jednostką z czterech niszczycieli typu MEKO 360, znanego w Argentynie od pierwszej jednostki jako typ Almirante Brown, zamówionych 11 grudnia 1978 roku przez Argentynę w zachodnioniemieckiej stoczni Blohm + Voss. Należały one do modułowej rodziny uniwersalnych okrętów różnej wielkości MEKO, opracowanej przez tę stocznię na eksport. 
Stępkę pod budowę okrętu położono 24 sierpnia 1981 roku, a okręt wodowano 17 lutego 1982 roku. Okręt został ukończony lub wszedł do służby 31 października 1983 roku, a według innych źródeł 15 kwietnia 1984 roku. Otrzymał historyczną nazwę „Heroína” (bohaterka), wywodzącą się od fregaty korsarskiej z 1820 roku, z czasów wojny o niepodległość Argentyny.

## Skrócony opis

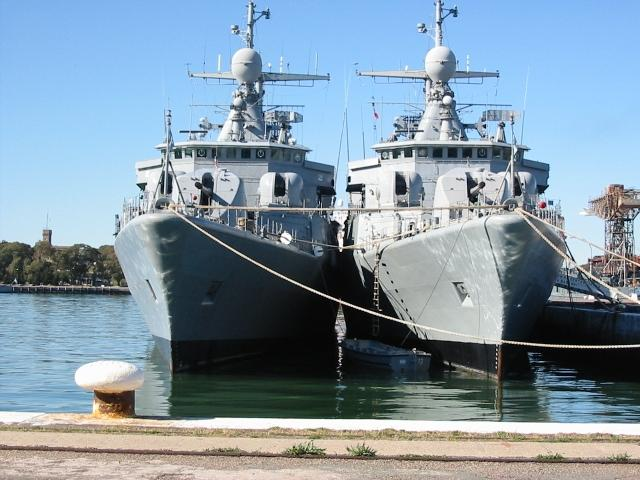
„Heroina” i „Sarandi”

### Opis ogólny
Wyporność okrętów podawana jest na ogół: standardowa 2900, a pełna 3360 ton angielskich. Nowsze źródło podaje wyporność standardową 2947 t, a pełną 3667 ton. Długość całkowita wynosi 125,9 m, a między pionami 119 m. Szerokość wynosi 14 m. Zanurzenie maksymalne sięga 5,8 m.
Załoga składa się z 200 ludzi, w tym 26 oficerów.
Napęd stanowią cztery turbiny gazowe w układzie COGOG, napędzające dwie śruby, w tym dwie turbiny mocy bojowej Rolls-Royce Olympus TM3B i dwie turbiny marszowe dla prędkości ekonomicznej Rolls-Royce Tyne RM1C. Turbiny mocy bojowej rozwijają moc łączną 51 800 hp (38 627 kW), a turbiny marszowe 10 200 hp (7606 kW). Prędkość maksymalna wynosi 30,5 węzła. Zasięg przy prędkości ekonomicznej 18 węzłów wynosi 4500 mil morskich.

### Uzbrojenie
Uzbrojenie ARA „Heroína” nie odróżnia się od okrętów typu Almirante Brown. Uzbrojenie rakietowe przede wszystkim stanowi osiem wyrzutni pocisków przeciwokrętowych MM 40 Exocet, o zasięgu do 70 km i głowicy o masie 165 km. Umieszczone są w dwóch blokach po cztery wyrzutnie we wspólnej prostopadłościennej obudowie, ustawionych na pokładzie nadbudówki przed kominem. Przeciwlotnicze uzbrojenie rakietowe służy jedynie do bliskiej obrony i stanowi je kontenerowa ośmioprowadnicowa wyrzutnia Selenia Albatros dla pocisków przeciwlotniczych krótkiego zasięgu Aspide, na dachu nadbudówki na rufie. Ogółem zapas wynosi 24 pociski. Pociski mogą służyć do zwalczania celów w odległości do 13 km, na wysokościach od 15 do 5000 m, a masa głowicy wynosi 30 kg.
Główne uzbrojenie artyleryjskie stanowi automatyczne działo uniwersalne kalibru 127 mm OTO Melara o długości lufy 54 kalibrów (L/54) w wieży na dziobie. Strzela pociskami o masie 32 kg, donośność do celów morskich wynosi 23 km, do celów powietrznych 7 km, szybkostrzelność 45 strz/min. Uzbrojenie to uzupełnia osiem automatycznych armat przeciwlotniczych 40 mm Breda/Bofors L/70 w czterech dwudziałowych wieżach, po bokach na pierwszym piętrze nadbudówki dziobowej i po bokach hangaru na rufie. Strzelają pociskami o masie 0,96 kg, donośność do celów morskich wynosi 12,6 km, do celów powietrznych 4 km, szybkostrzelność 300 strz/min. Dodatkowo okręty mają dwa działka kalibru 20 mm Oerlikon. Ogień armaty uniwersalnej kierowany jest radarem, a ogień dział przeciwlotniczych dwoma dalocelownikami radarowo-optronicznymi, na dziobie i rufie.
Broń podwodną stanowi sześć wyrzutni torpedowych ILAS 3 kalibru 324 mm przeciw okrętom podwodnym (dwie potrójne, umieszczone na pokładzie na śródokręciu), z zapasem 18 torped.. Wystrzeliwano z nich torpedy Whitehead A 244/S, o zasięgu do 7 km. Wcześniejsze publikacje wskazywały torpedy Mk 46.
Okręty mogą przenosić do dwóch śmigłowców, przeznaczonych przede wszystkim do walki z okrętami podwodnymi. Na okrętach używane były dwa francuskie lekkie śmigłowce SA-319B Alouette III. Od przełomu XX/XXI wieku używane są lekkie śmigłowce AS 555 Fennec, w liczbie jednego na okręt (Argentyna w 2002 roku posiadała ich cztery, zakupione w 1996 roku). Mogą one służyć do walki z okrętami podwodnymi lub naprowadzać pociski Exocet na cele poza horyzontem.

### Wyposażenie
Okręty typu Almirante Brown wyposażone są w radary: dozoru ogólnego Signaal DA08A, dozoru nawodnego Signaal ZW06, nawigacyjny Decca 1226, śledzenia celów Signaal STIR i kierowania ogniem Signaal WM25. Do kierowania ogniem działek 40 mm służą dwa dalocelowniki radarowo-optroniczne Signaal LIROD. Do wykrywania celów podwodnych okręty mają sonar Atlas Elektronik 80 (DSQS-21BZ) w kadłubie. Do kierowania walką służy system informacji bojowej Signaal SEWACO.
Ze środków walki elektronicznej, okręty mają systemy rozpoznania i przeciwdziałania Sphinx i Scimitar, podwójną wyrzutnie pułapek  CSEE Dagaie, dwie 20-lufowe wyrzutnie celów pozornych Breda 105 mm SCLAR oraz holowany wabik przeciwtorpedowy Graseby G1738.

## Służba
ARA „Heroína” po wejściu do służby weszła wraz z okrętami swojego typu w skład 2 Dywizjonu Niszczycieli, przemianowanego później na Dywizjon Niszczycieli. Stacjonuje w Puerto Belgrano.
Niszczyciel uczestniczył w różnych ćwiczeniach i operacjach morskich, także międzynarodowych, między innymi w połączonych ćwiczeniach UNITAS w 2000 i 2003 roku oraz ćwiczeniach Fraterno w 2008 roku.
Okręt był następnie niesprawny w związku ze zleceniem w 2010 roku naprawy przekładni redukcyjnej brytyjskiemu producentowi David Brown Gear Systems, której wydanie po naprawie zostało wstrzymane przez rząd brytyjski na skutek polityki Cristiny Kirchner, a następnie wynikły problemy rozliczeń finansowych za przechowywanie przekładni (stan na 2021 rok).